# Boulc
Boulc là một xã thuộc tỉnh Drôme trong vùng Auvergne-Rhône-Alpes đông nam Pháp. Dân số năm 2006 là 112 người.